# Bandpool

Der Bandpool der Popakademie ist ein 18-monatiges Förderprogramm für Newcomer.

Der Bandpool ist ein Projekt der Popakademie Baden-Württemberg, in dem Newcomer-Bands aus dem gesamten Bundesgebiet 18 Monate gecoacht und unterstützt werden. Ziel ist, sie für den Einstieg ins professionelle Musikbusiness vorzubereiten. Für die Künstler ist das Projekt unentgeltlich.
Im Mittelpunkt stehen der Aufbau eines funktionsfähigen Businesspartner-Netzwerks und individuell auf die Band zugeschnittene Coaching- und Fördermaßnahmen. Gemeinsam mit Experten aus der Branche arbeitet das Team der Popakademie mit den Musikern an wichtigen Themenfeldern, vom Songwriting bis zum Interviewtraining, von der Rechtsberatung bis zum Businessplan.

## Geschichte
Der Bandpool existiert bereits seit 1998 und wurde von der Rockstiftung Baden-Württemberg ins Leben gerufen. 2003 ging die Rockstiftung in die Popakademie Baden-Württemberg über, und das Projekt wurde von der Akademie weitergeführt. Jeweils zum 30. November ist Bewerbungsschluss für die kommende Generation.

27. Generation (2025)
emi x, Florin, Flora, FREUDE, Maja Kemper, Paul Freitag, David Ost

26. Generation (2024)
Nikra, Nico Onur, Kat Kit, Ottolien, Karo Lynn, Marlo Grosshardt, Naomi Westlake

25. Generation (2023)
Piya, Remote Bondage, Kasi, Anna Yuna, Seda, Moltke & Mörike

24. Generation (2022)
Sinu, Pieke, L I N, Jiska, LNA, Karrera

23. Generation (2021)
Lophelia, ADINA, SATARII, FRANKA, Elena Rud, Becky Sikasa, So Soon

22. Generation (2020)
Paul Gerlinger, Jona Straub, WHOISLEWANSKI, Daniel Vogrin, Mele, KALON, Brenda Blitz
21. Generation (2019)
Kemelion, Betterøv, Laura Lato, Luca Miller, TOMBOLA, SelloutBoys, Cinemagraph
20. Generation (2018)
Tuesday Night Project, Marspol, Yunus, Yey, Provinz, Paul Weber, ClockClock
19. Generation (2017)
Rikas, Jakob Bruckner (jetzt Bruckner), Kriskraus, Hey Judeschka!, Fibel
18. Generation (2016)
Lara Maria Gräfen, Walking on Rivers, Ason, Liza & Kay, Planetarium, Charlotte
17. Generation (2015)
Katinka, ANTIHELD, La Petite Rouge, FOXOS, Grob, Stereogold
16. Generation (2014)
Raffete, Der Wieland, Klangheimlich, Heartbeat, Loifior, Haller, Port London
15. Generation (2013)
Oakfield, Sorab Jon Asar, AB Syndrom, Fullax, Filius Nox, Peter Pux
14. Generation (2012)
Beta 2.0, Cheers Darlin', Hurricane Dean, NEOH, Nice Guy Eddie, Zweiplus (jetzt Konvoy)
13. Generation (2011)
Deep Sea Diver (jetzt Still Parade), Doppeleffekt!, Inuk, Kolor, Max Giesinger, Pentatones, Tonbandgerät
12. Generation (2010)
Emma, Groundstaff, Jona:S (jetzt OK Kid), Max Prosa, Replico, SIZARR, The Astronaut’s Eye
11. Generation (2009)
Adieu OK!, Bionic Ghost Kids, Die Zappler, Mega! Mega!, Rathsfeld, The Fog Joggers, Whitenights
10. Generation (2008)
At the Farewell Party, Eddie, Frida Gold, Moorange, Luis Laserpower, The Curls, The Swindle, vp-1, wir
9. Generation (2007)
Auletta, Doppeldecker (ex. 07/07), Last call for disco (ex. 06/07), Feinkost, Jetset, Noch ne Band, SchulzeMeierLehmann (ex. 06/08), Sprachtot
8. Generation (2006)
Ben*Jammin, David Huhn Band, Hesslers, MBWTEYP (ex. 10/06), Peilomat, Pillow Fight Club, Quarter, Torpedo Schönfeld
7. Generation (2005)
Leo Can Dive, Dorfdisko, Guerilla Bar, Neonkrieger, Sound:scaper (ex. 10/05)
6. Generation (2004)
Aeroclub, Boozed (ex. 07/04), Flying Bob (ex. 12/04), Halogenpoeten, Karma.Connect, Marie-Luise und Band, Revolverheld
5. Generation (2003)
Anajo, beachmeister, Blind, Blue, eather&sharks, Junias, Justin Nova, nil, Popgear, Johanna Zeul & Band, SO!, Solarstar, Soliloquy
4. Generation (2002)
Anabell, basement 6, Silvia Diaz, The Splash, The Starfuckers, W4C
3. Generation (2001)
Buchstabensuppe, Altzheima, Court Jester's Crew, Laconic Star, Mental Ground Zero, p-dox, Die Sternensurfer, your garden (heute der Kern von Get Well Soon)
2. Generation (2000)
amtlich!, Devin Dawn, Final Kings, Pussybox, Suit Yourself

1. Generation (1998)
Adaro, Die Happy, Hipnoses, Michelle Tabu, NTS - not the same, shegoesbang, SPOON, YOU

Als Ergänzung zum bundesweiten Modell unterstützt die Popakademie seit 2005 ein Netzwerk von regionalen Bandförderprojekten. U.a. werden Projekte in Stuttgart (Play Life), Ulm (Popbastion), Karlsruhe (Bandpusher) und Rheinland-Pfalz (Rockbuster) gefördert.

## Projekte und Maßnahmen
- Unterstützung der Bands bei der Realisierung von eigenen Projekten
- Aufbau eines Netzwerks mit Partnern aus der Branche, bspw. Produzenten, Manager, Fotografen
- Zusammenarbeit mit professionellen Coaches
- Spezielle Workshops mit Input für die künstlerische Arbeit
- Regelmäßige Konzerte und Showcases (Der Bandpool live&laut) mit Bands aus dem Pool
- Support durch PR-Aktivitäten
- Startup-Beratung durch das Bandpoolteam

## Coachingteam
- Projektleitung: Nils Max & Daniel Schmidt (Popakademie Baden-Württemberg)
- Producing, Arrangement & Songwriting: Wolfgang Stach (Produzent der Guano Apes), Werner Krumme (planet roc), Florian Sitzmann (Sherwood Forest Recorders, Keyboarder Söhne Mannheims), Edith Jeske (Musenlust), Clemens Matznick (Revolverheld), Franz Plasa (Echt)
- Artist & Development: Florian Dauner (Drummer der Fantastischen Vier), Ralf Gustke (Söhne Mannheims), Thorsten Mewes (Die Happy), Petra Scheeser (Vocal Coach), Axel Schwarz (schwarzmusicplanet)
- Business- und Rechtsberatung: Joachim Braun (A&R Manager, Sony BMG, unter anderem Die Happy), Florian Brauch (Sparta Entertainment u. a. Donots), Walter Holzbaur (Wintrup Musikverlage), Konrad Sommermeyer (Universal Music Publishing), Daniel Standke (EMI music), Michael Smilgies (Hidden Force Entertainment), John Ruhrmann Melodie der Welt (Musikverlag)
- Medien, Grafik und Kommunikation: Wolfgang Gushurst (Redaktionsleiter bei DASDING), Gianna Possehl (basic° marketing), Tom Nassal (crosscreative), Matthias Holtmann (SWR 1), Jörg Lange (Musikchef von SWR 1 - Der Abend)

## Bilanz
Bislang kamen 43 Bands aus dem Bandpool bei namhaften Plattenfirmen und Verlagen unter Vertrag. 50 Chart Entries sowie elf Echo-Nominierungen (für Die Happy und NTS-not the same) konnten verbucht werden.
Im Mai 2006 bekam die Band Revolverheld die erste Goldene Schallplatte für ihr Debütalbum. 2008 folgte der offizielle Song zur Fußball-EM. Dazu kommen zahlreiche Erfolge bei wichtigen regionalen und nationalen Musikwettbewerbern wie Radio Regenbogen Award für Ben*Jammin (2007), Radio Regenbogen Award und Deutscher Rock- und Pop-Preis für peilomat (2006), sowie die Teilnahme am Bundesvision Song Contest und Eltons EM-Song (2008), Eins Live Krone und ein zweiter Platz beim Bundesvision Song Contest für Revolverheld (2006). My Baby wants to eat your Pussy gewannen den europaweiten Contest Innovation Rocks (2006), Aeroclub gewinnt John Lennon Talent Awards (2005), Leo can dive im Finale bei MTV A Cut (2005), Neonkieger gewinnt landesweiten Live-Wettbewerb Play Live (2005), Leo can dive unterschrieben einen Plattenvertrag bei Virgin Music (2006).
Jüngste Erfolge feiert der Bandpool mit Auletta, die einen Plattenvertrag bei EMI Music bekamen und deren Debütalbum eine Chartplatzierung erreichen konnte. Frida Gold wurde von Warner Music Germany und Adieu OK!, Frida Gold, Whitenights und Moorange wurden von Universal Music Publishing unter Vertrag genommen.
Übersicht der Erfolge:
- 94 Acts

- 43 Signings (Label / Verlag)

- 6 Goldauszeichnungen

- 1 Platinauszeichnung

- 13 Chart-Acts

- 50 Chart-Entries

- 11 ECHO-Nominierungen

- 2. Platz beim Bundesvision Song Contest 2006

- 9 Radio Regenbogen Newcomer Awards, 1 Band national, 1 Duett

- 2 New Music Awards

- 1 Eins Live Krone Gewinner

- 20 Komplett-Auflösungen

Signings (Labels / Publishing)
- You – Blue Flame records
- Die Happy – BMG Ariola München
- NTS-not the same – Mercury Records
- Suit Yourself – F.A.M.E. / BMG
- W4C – X-it Records
- Buchstabensuppe – popmissive/edel
- Devin Dawn – Deshima
- Pussybox – Consolidate Records
- W4C – EMI Publishing
- W4C – SPV Records
- Junias – Roadrunner Records / Universal / 2004
- Dorfdisko – Motormusic / 2005
- Revolverheld – Sony BMG / 2005
- Leo can dive – Virgin Rec. / 2006
- Guerilla Bar – b612 Publishing
- Ben*jammin – Universal Publishing / Edition Stackman
- Hesslers – Melodie der Welt Publishing
- Peilomat – klinkt! / Universal Music / 2007
- Peilomat – Tinseltown Verlag / Universal Publishing / 2007
- Ben*jammin – EMI Music Germany / 2008
- Frida Gold – Universal Publishing / 2008
- Noch ne Band – EMI Publishing / 2008
- Eddie – Motor digital
- Eddie – Warnerchappell Publishing
- Moorange Universal Publishing / 2008
- Auletta – EMI Music Germany / 2008
- Auletta - Festland Musik Verlag / 2009
- The Swindle – Festland Publishing / 2008
- Adieu OK – Universal Publishing / 2009
- Whitenights – Universal Publishing / 2009
- Bionic Ghost Kids – Gim Records / 2009
- Mega!Mega! – Warner Chappell / 2010
- Frida Gold – Warner Music / 2010
- Whitenights – Universal Label / 2011
- Max Prosa – Sony Music – Columbia Label / 2011
- Max Prosa – Universal Music Publishing / 2011
- Tonbandgerät – Universal Music / 2011
- Tonbandgerät – Festland Publishing / 2011
- Jona:S (jetzt OK Kid) – BMG Rights Management / 2011
- Jona:S (jetzt OK Kid) – Columbia Four Music/Sony Music / 2012
- NEOH – Universal Music
- NEOH – BMG
- Hurricane Dean – Wintrup / 2013

Goldstatus Plattenverkäufe:
- Revolverheld (Album “Revolverheld”, 2006)
- Revolverheld (Album “In Farbe”, 2011)
- Revolverheld (Single “Halt dich an mir fest”, 2011)
- Frida Gold (Single „Wovon sollen wir träumen“, 2011)
- Frida Gold (Album “Juwel” 2012)
- Frida Gold (Single “Liebe ist meine Rebellion” 2013)

Platinstatus Plattenverkäufe:
- Revolverheld (Album „Revolverheld“, 2013)

Platzierungen Verkaufscharts:
- You – The Bugler: Deutsche Singlecharts (1999)
- Die Happy – Supersonic Speed: Deutsche Albumcharts (2001)
- NTS – ich und du: Deutsche Single-Charts (2001)
- Die Happy – Beautiful Morning: Deutsche Albumcharts (2002)
- Die Happy - Goodbye: Deutsche Single-Charts (2002)
- Die Happy – Everyday’s Weekend: Deutsche Single-Charts (2003)
- Die Happy – Weight of the circumstances: Dt. Albumcharts (03)
- Die Happy – DVD: Deutsche DVDcharts (2003)
- Die Happy – 10-live andAlive, Dt. Albumcharts (04)
- Die Happy – Bitter to Better, Dt. Albumcharts (05)
- Die Happy – Big Big Trouble, Dt. Singlecharts (05)
- Die Happy – I Am, Dt. Singlecharts (05)
- Die Happy – Wanna be you Girl, Dt. Singlecharts (06)
- Die Happy - No Nuts No Glory Dt. Albumcharts (06)
- Die Happy - VI Dt. Albumcharts (08)
- Die Happy - Most Wanted, Dt. Albumcharts (09)
- Die Happy - Red Box, Dt. Albumcharts (10)
- Danny Fresh/Zeichen der Zeit - Du bist nicht allein: Deutsche Singlecharts (2003)
- Revolverheld – s/t: Deutsche Albumcharts (2005)
- Revolverheld – Generation Rock: Dt. Singlecharts (2005)
- Revolverheld – Die Welt steht still: Dt. Singlecharts (2005)
- Revolverheld – Freunde bleiben: Dt. Singlecharts (2006)
- Revolverheld – Mit dir chilln: Dt. Singlecharts (2006)
- Revolverheld – Ich wird die Welt verändern, Dt. Singlecharts (2007)
- Revolverheld – Du explodierts: Dt. Singlecharts (2007)
- Revolverheld – Unzertrennlich: Dt. Singlecharts (2007)
- Revolverheld – Chaostheorie: Dt. Albumcharts (2007)
- Revolverheld – Helden: Dt. Singlecharts (2008)
- Revolverheld – in Farbe: Dt. Albumcharts (2010)
- Revolverheld – Spinner: Dt. Singlecharts (2010)
- Revolverheld – Keine Liebeslieder, Dt. Single (2010)
- Revolverheld / Martha – Halt dich an mir fest, dt. Single (2010)
- Revolverheld – Das kann uns keiner nehmen, Dt. Single (2013)
- Peilomat – Grossstadtkinder: Dt. Singlecharts (2007)
- Auletta – Dt. Albumcharts (2009)
- Auletta – Deutsche Albumcharts (2011)
- Auletta – Sommerdiebe, Dt. Singlecharts (10)
- Auletta – Make love work, Dt. Singlecharts (11)
- Frida Gold – Dt. Albumcharts (2011)
- Frida Gold – Zeig mir wie du tanzt, Dt. Singlecharts (2010)
- Frida Gold – Wovon sollen wir träumen, Dt. Singlecharts (2011)
- Frida Gold – Unsere Liebe ist aus Gold, Dt. Singlecharts (2011)
- Frida Gold – Liebe ist meine Religion, Dt. Album (2013)
- Frida Gold – Liebe ist meine Rebellion, Dt. Single (2013)
- Max Prosa – Die Phantasie wird siegen, Dt. Albumcharts (2012)
- Max Prosa – Rangoon, Dt. Albumcharts (2013)
- Tonbandgerät – Heute ist für immer, Dt. Albumcharts (2013)
- Max Giesinger – Fix You, Deutsche Singlecharts (2012)
- Max Giesinger – Dach der Welt, Dt. Singlecharts (2012)
- The Intersphere – Hold on, Liberty! Dt. Albumcharts (2012)

ECHO-Nominierungen
- NTS-not the same (BRAVO-Nachwuchspreis 2002)
- Die Happy (Alternative national 2003)
- Die Happy (Alternative national 2004)
- Revolverheld (Radio ECHO 2011)
- Revolverheld (Bestes Video 2011)
- Revolverheld (Radio ECHO 2012)
- Frida Gold (Bestes Video 2011)
- Frida Gold (Gruppe Rock/Pop National 2012)
- Frida Gold (Newcomer National 2012)
- Frida Gold (Radio ECHO 2012)
- Frida Gold (Bestes Video 2012)

EinsLive Krone
- Revolverheld 2006 – Bester Newcomer

RadioRegenbogen (Newcomer) Award
- Suit yourself
- Devin Dawn
- Justin Nova
- Die Happy, Revolverheld (Duett)
- Peilomat
- Ben*jammin
- Mini Moustache
- Whitnights
- Kolor
- Frida Gold (Band National)
- Das Actionteam

New Music Award:
- 2009 Jona:S (jetzt OK-Kid)
- 2012 Tonbandgerät

MTV Nominierungen:
- Frida Gold – MTV EMA – Best German Act 2011
- Frida Gold – MTV EMA – Best German Act 2013

Sonstiges
- NTS-not the same: Titelsong und Schauspieler in RTL-II-DokuSoap
- Suit Yourself: PRO7-Sommerhit 2002
- W4C: Kooperation mit Aktion Mensch (gemeinsamer Remix-Wettbewerb zum Thema respect)
- Dorfdisko: ARD-Krimi Bloch 2006
- Peilomat: Pro7 Auswanderer Soap
- Im Rahmen der Kooperation mit der Filmakademie Baden-Württemberg (Videoclip-Workshop):
- Videorotationen auf VIVA / VIVA ZWEI: Pussybox, Devin Dawn, Laconic Star
- Handeinsätze auf VIVA und MTV: W4C, The Starfuckers, your:garden, The Splash, Peilomat.
- The Astronaut’s Eye: Titelsong, KIKA, „Dienstags ein Held sein“
- NEOH: Titelsong, KIKA, „Mut-Camp“

Bundesvision Song Contest
- 2006 – Revolverheld
- 2008 – Peilomat
- 2010 – Auletta
- 2011 – Frida Gold
- 2012 – Johanna Zeul